# Ninfeo (Smirne)

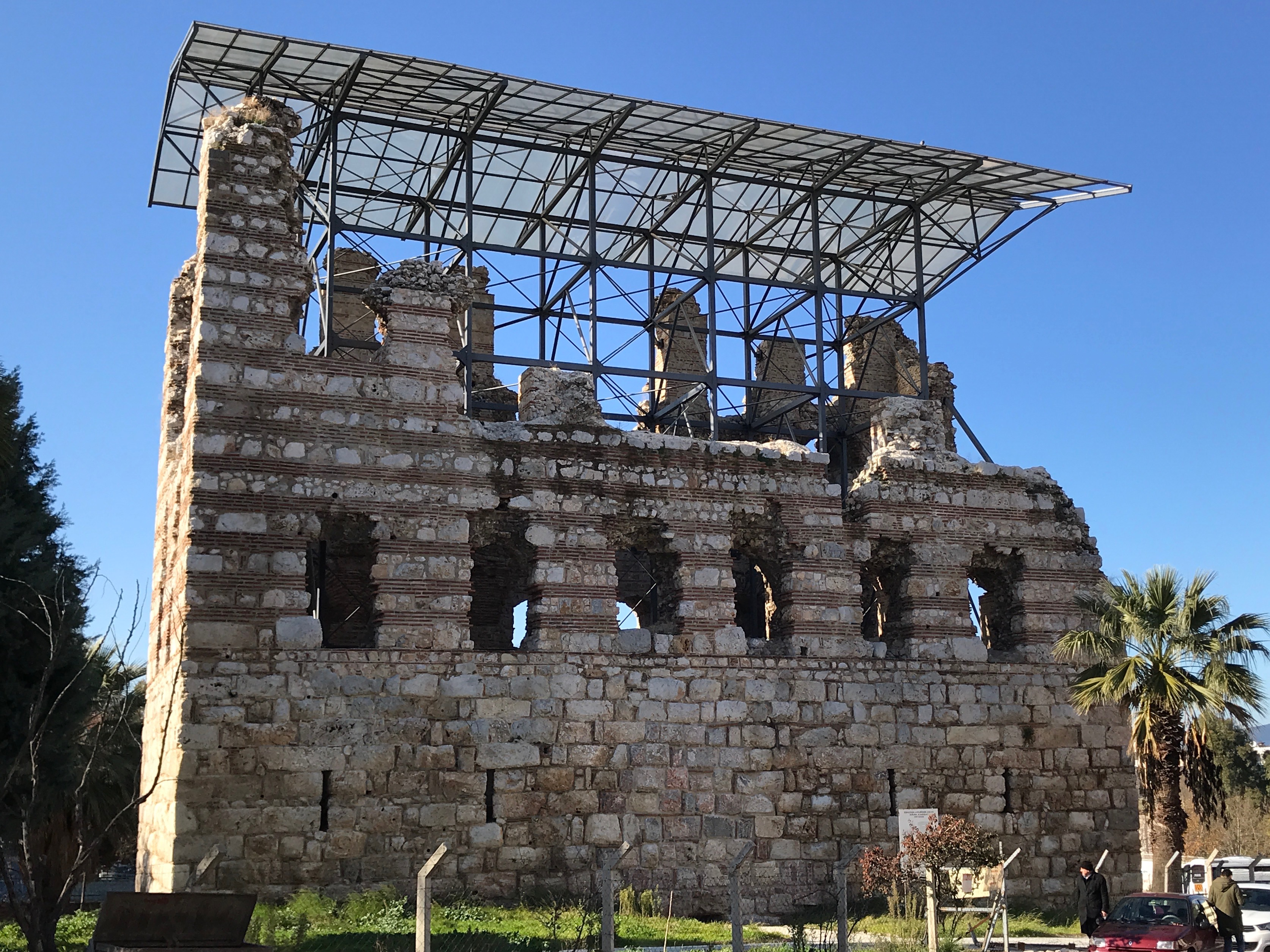
Resti del palazzo di Ninfeo

Il Ninfeo (in greco Νυμφαίο?, Nymphaion) a 29 chilometri a est di Smirne, nell'odierna Kemalpaşa era il nome dato ad una delle residenze dei governanti durante l'esilio degli imperatori bizantini a Nicea. Qui si trovano ancora oggi le rovine ben conservate di un palazzo tardo-bizantino.

## Nome
Il nome Ninfeo (in greco Nymphaion) significa "edificio con fontana".

## Descrizione
L'attuale città di Kemalpaşa ospita un castello bizantino con varie fasi di costruzione, risalenti principalmente al XIII secolo, e un palazzo ben conservato situato fuori dal centro della città. Il palazzo consiste in una struttura rettangolare a quattro piani, apparentemente costruita da Giovanni III Vatatze. Il primo piano, composto da grandi finestre e tre stanze, serviva probabilmente come area di ricevimento, mentre gli altri piani, di pianta simile, erano raggiunti da una monumentale scala esterna. Era costruito con massi ricoperti da un'alternanza regolare di muratura e pietrame e il tetto era in legno.

## Storia
In questo palazzo furono incoronati imperatori  Teodoro II Lascaris e Michele VIII Paleologo
Nel 1214, in questo luogo fu concluso un trattato di pace tra l'impero di Nicea e l'Impero latino.
Nel 1234 sempre nel Ninfeo si tenne un concilio tra i rappresentanti della Chiesa cattolica e della Chiesa ortodossa bizantina con l'obiettivo di riunire le due chiese. Il concilio dovette essere annullato.
Qui l'imperatore Giovanni III morì il 3 novembre 1254.
Successivamente nel 1261, a Ninfeo fu concluso un trattato tra Nicea e la repubblica di Genova.
Nel 1315 il complesso palatino e la città circostante furono conquistate dalle truppe turche dei Saruhanidi.